# فوميدينيزي
فوميدينيزي (بالإيطالية: Fiumedinisi)‏ هي بلدية في مقاطعة ميسينا في صقلية الإيطالية.

## السكان
في سنة 1861 بلغ عدد السكان 3٬123 نسمة، وتطور العدد ليصل في سنة 2011 لـ 1٬559 نسمة.
يظهر هذا المخطط البياني تطور النمو السكاني لـ فوميدينيزي